# Telecinco Estrellas
Telecinco Estrellas era un canal de ficció que pertanyia a Telecinco, que emetia les 24 hores al dia i s'emetia a través de la TDT. Es va substituir el 18 de febrer per FDF.

## Programació
Els continguts de Telecinco Estrellas eren sèries de Telecinco de producció pròpia, tant sèries actuals com antigues sèries que ja no s'emeten en aquest canal.
Entre les sèries que s'emetien estan "Médico de familia", "7 vidas", "Periodistas", "Javier ya no vive solo", "Al salir de clase", "Hermanas","Señor Alcalde","El Pasado es Mañana", etc.